# Bartholomew Ogbeche
Bartholomew Ogbeche (nascut l'1 d'octubre de 1984) és un futbolista nigerià amb nacionalitat francesa que juga com a davanter.